# Camphypena thomensis
Camphypena thomensis är en fjärilsart som beskrevs av Louis Beethoven Prout 1927. Camphypena thomensis ingår i släktet Camphypena och familjen nattflyn. Inga underarter finns listade i Catalogue of Life.